# Oscar Bohórquez (Sohn)
Oscar Ruben Bohórquez (* 1979 in Karlsruhe) ist ein deutscher klassischer Violinist südamerikanischer Familienherkunft.

## Leben und Werk
Oscar Bohórquez wurde in Karlsruhe in eine Musikerfamilie hineingeboren. Sein aus Peru stammender Vater, ebenfalls mit Namen Oscar Bohórquez, ist Fagottist, seine aus Uruguay stammende Mutter wirkte als Pianistin. Oscar Bohórquez begann mit 6 Jahren, Geige zu spielen. Zu seinen Lehrern gehören Valery Gradow, Christoph Wyneken und Stephan Picard; er besuchte Meisterkurse bei Igor Ozim, Leonidas Kavakos und Mauricio Fuks. Ab 1998 absolvierte er sein Violinstudium bei Aaron Rosand am Curtis Institute of Music in Philadelphia. Von 2002 bis 2008 unternahm er Vertiefungsstudien bei Günter Pichler, dem Primarius des Alban Berg Quartetts, an der Universität für Musik Wien.
Oscar Bohórquez bildet mit seinem Bruder, dem Cellisten Claudio Bohórquez, und dem Pianisten und Komponisten Gustavo Beytelmann das Patagonia Express Trio. Dieses Trio spielte eine CD mit Werken von Astor Piazzolla und Gustavo Beytelmann ein. 2019 veröffentlichte Oscar Bohórquez sein Soloalbum mit Bach’schen Violinsonaten.
Oscar Bohórquez engagiert sich für die Verbreitung von südamerikanischer Violinliteratur in Europa. So präsentierte er im Juni 2020 bei SWR2 #zusammenspielen, einer Aktion zugunsten freischaffender Künstler in der Corona-Krise, in Europa wenig bekannte Violinstücke des brasilianischen Violinvirtuosen und Komponisten Flausino Vale.
Oscar Bohórquez musiziert auf einer Violine von Guarneri del Gesù von 1729 und auf einem Violinbogen von Dominique Peccatte aus dem Jahr 1845.